# Narat
Narat je naseljeno mjesto u općini Bileća, Republika Srpska, Bosna i Hercegovina.

## Stanovništvo

### Popisi 1971. – 1991.
| Narat         |              |              |              |
| godina popisa | 1991.        | 1981.        | 1971.        |
| Srbi          | 34 (100,0 %) | 55 (100,0 %) | 63 (100,0 %) |
| ukupno        | 34           | 55           | 63           |

### Popis 2013.
| Narat         |              |
| godina popisa | 2013.        |
| Srbi          | 23 (100,0 %) |
| ukupno        | 23           |

## Vanjske poveznice
- Službene mrežne stranice općine Bileća